# Neosodon
Neosodon („nový zub“) byl rod sauropodního dinosaura, žijícího na území dnešní severní Francie (departement Pas-de-Calais). Mohlo se jednat o zástupce skupiny Turiasauria.

## Popis
Fosilní zuby tohoto velkého býložravého dinosaura byly objeveny v sedimentech souvrství Sables et Gres a Trigonia gibbosa, pocházejícího z období pozdní jury (geologický věk tithon, před 152 až 145 miliony let). V kompletním stavu by tyto lžícovité kolíkovité zuby měřily na délku asi 80 milimetrů a jejich průměr u báze činil 35 x 20 mm.

## Historie
Fosilní zuby byly objeveny u obce Wilmille nedaleko Boulogne-sur-Mer. Přírodovědec M. de la Moussaye je roku 1885 popsal pod rodovým jménem Neosodon, nepřiřadil však žádné druhové jméno. Mylně předpokládal, že se jedná o zuby neznámého teropodního dinosaura. O tři roky později označil fosilie opět nesprávně jako "Iguanodon praecursor" paleontolog Sauvage. Dnes předpokládáme, že zuby patřily sauropodnímu dinosaurovi, možná patřícímu do kladu Turiasauria.